# Giovanni Battista Repucci
Giovanni Battista Repucci (1606 – Fevereiro de 1688) foi um prelado católico romano que serviu como bispo de Vico Equense de 1657 a 1688.

## Biografia
Giovanni Battista Repucci nasceu em 1606 em Chiusano di San Domenico, na Itália. No dia 19 de Fevereiro de 1657, foi nomeado durante o papado de Paulo V como Bispo de Vico Equense. A 24 de Fevereiro de 1657, foi consagrado bispo por Marcantonio Franciotti, Cardeal-Sacerdote de Santa Maria della Pace. Repucci serviu como Bispo de Vico Equense até à sua morte em Fevereiro de 1688. O seu túmulo foi recentemente publicado pela primeira vez por Gianpasquale Greco. O retrato funerário em mármore foi atribuído a um jovem escultor local, provavelmente Lorenzo Vaccaro.